# Ballus armadillo
Ballus armadillo là một loài nhện trong họ Salticidae.
Loài này thuộc chi Ballus. Ballus armadillo được Eugène Simon miêu tả năm 1871.